# اسید فسفوئنول‌پیروویک
اسید فسفوئنول‌پیروویک (به انگلیسی: Phosphoenolpyruvic acid) یک ترکیب شیمیایی با شناسه پاب‌کم ۱۰۰۵ است. که جرم مولی آن ۱۶۸٫۰۴۲ g/mol می‌باشد. 